# إروين فرينك سميث

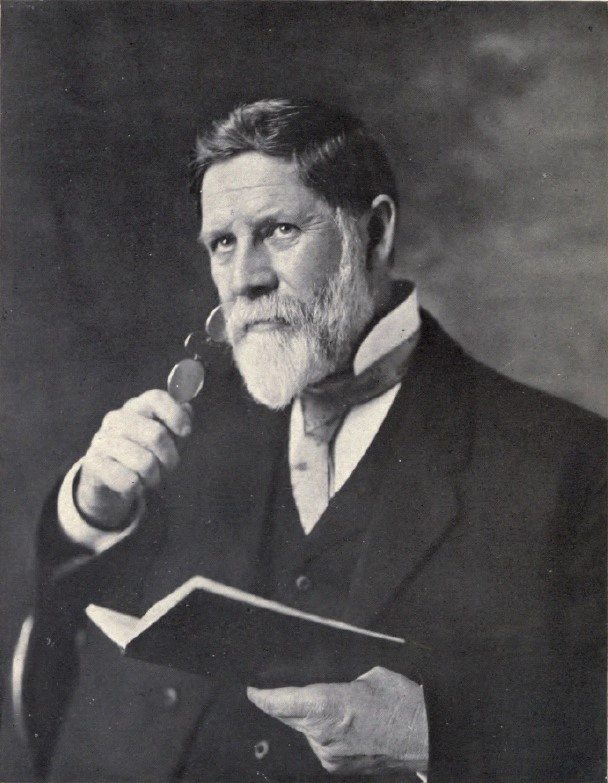
اروين فرينك سميث

اروين فرينك سميث (بالإنجليزية: Erwin Frink Smith)‏ (21 يناير 1854 - 6 أبريل 1927) طبيب شرعي أمريكي عمل مع وزارة الزراعة في الولايات المتحدة ولعب دورا رئيسيا في إثبات أن البكتيريا يمكن أن تسبب أمراض النبات.

## روابط خارجية
- Erwin Frink Smith Papers via وزارة الزراعة الأمريكية National Agricultural Library